# آيت يحيى أو عيسى (ولماس)
آيت يحيى أو عيسى هي إحدى مشيخات المملكة المغربية، تتبع جغرافيا لإقليم الخميسات وإداريًا لولماس. يقدر عدد سكانها بـ 925 نسمة حسب الإحصاء الرسمي للسكان والسكنى لسنة 2004.